# Anthene lychnides
Anthene lychnides är en fjärilsart som beskrevs av William Chapman Hewitson 1878. Anthene lychnides ingår i släktet Anthene och familjen juvelvingar. Inga underarter finns listade i Catalogue of Life.

## Bildgalleri

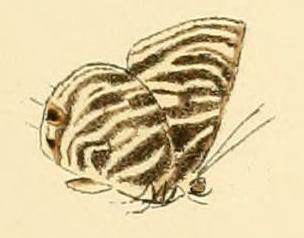
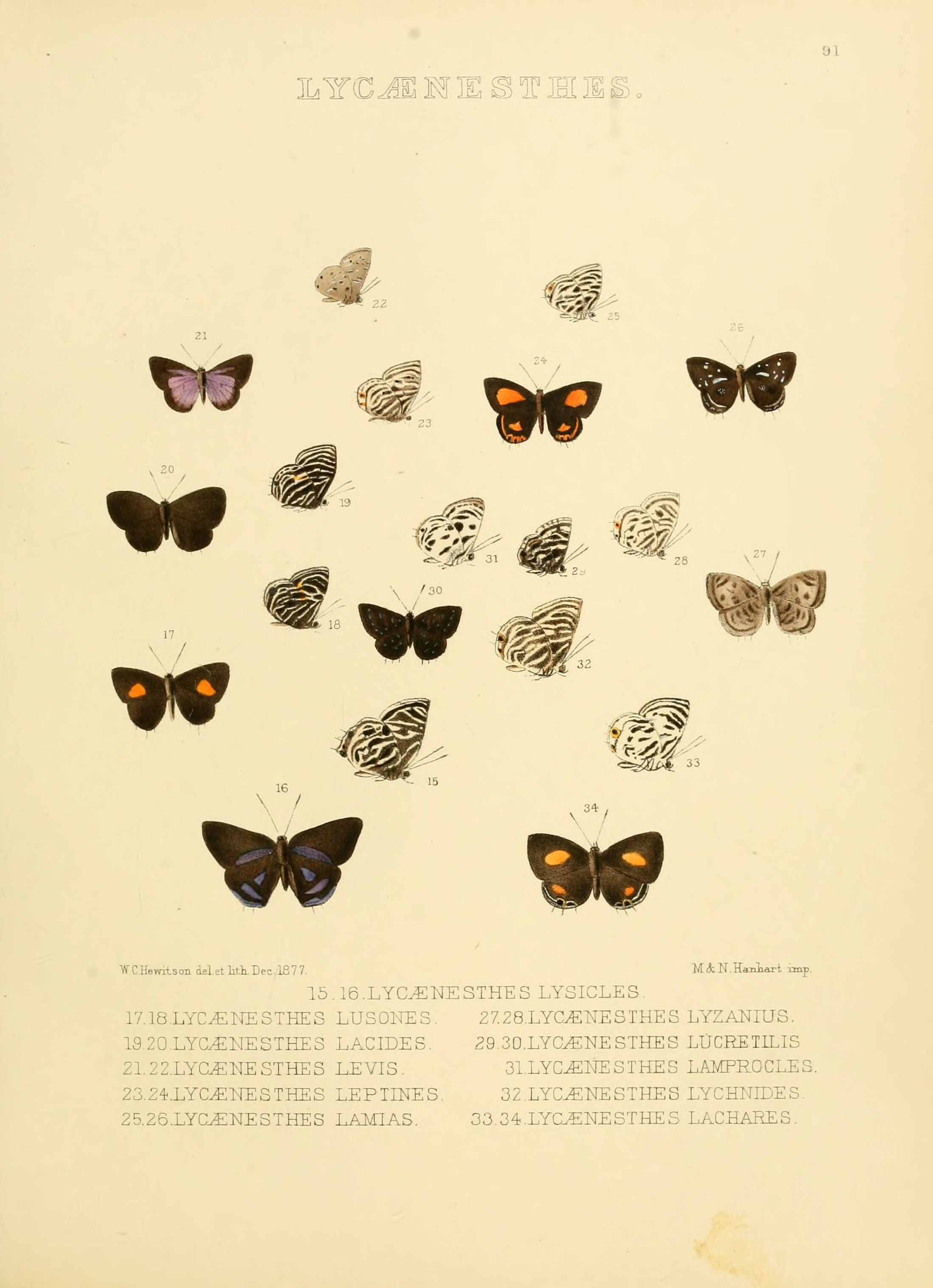
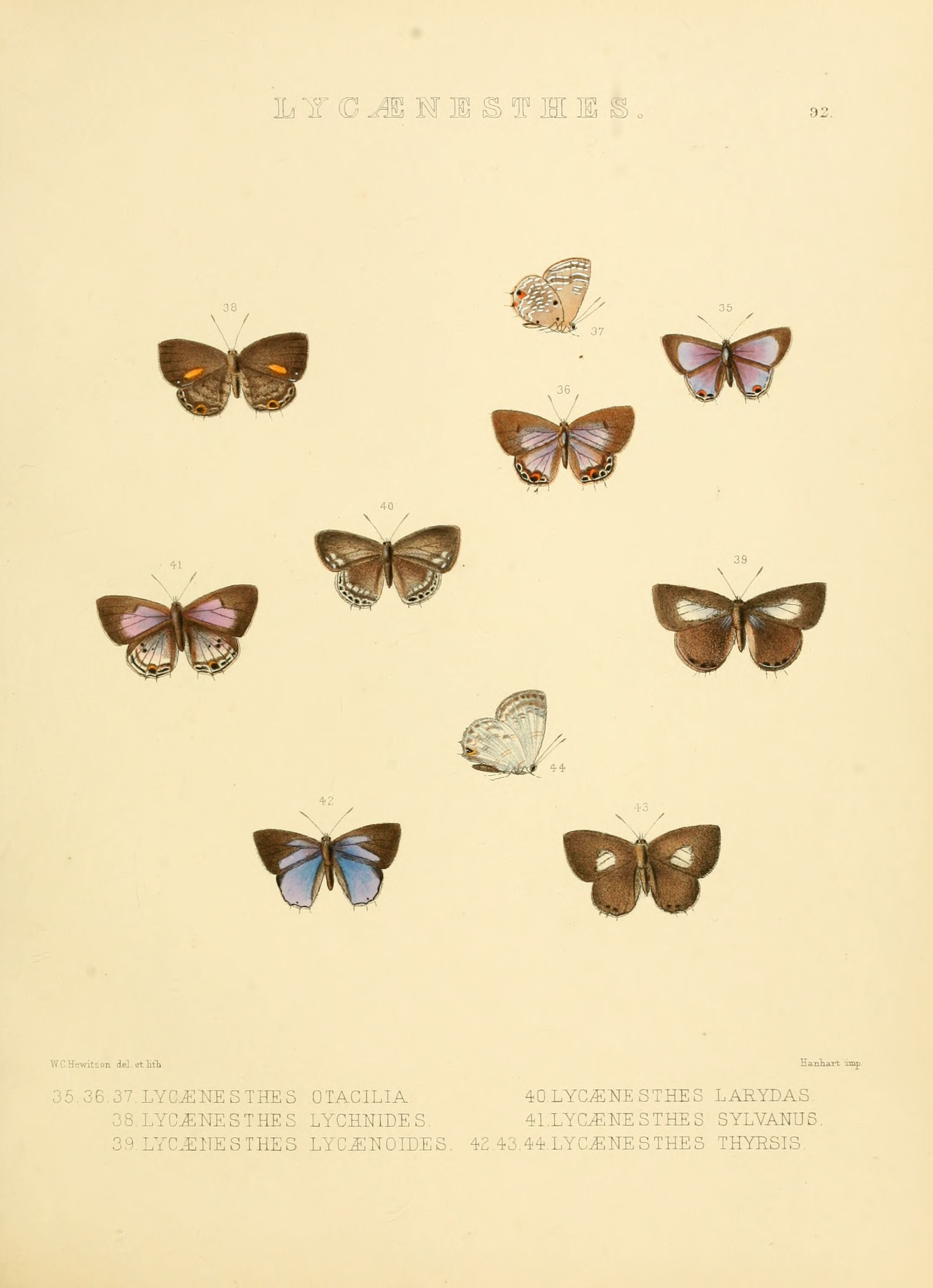